# مهدی عموزاده
مهدی عموزاده (زاده ۱۳۵۳ - قم) کاراته کای اهل ایران است.
وی قهرمان کاراته آسیا و اولین دارنده مدال طلای تاریخ تیم ملی کاراته ایران در مسابقات قهرمانی کاراته جهان (سال ۱۹۹۶ سان سی تی آفریقای جنوبی) است.
مهدی عموزاده، مجید عبدالحسینی، مهدی جعفری، سعید آشتیان و علیرضا کتیرایی از ورزشکاران پر مدال دهه ۷۰ و اواسط دهه ۸۰ ورزش کشور و از پر افتخارترین ورزشکاران تاریخ استان قم به حساب می‌آیند.

## حضور در تیمهای ملی کاراته جمهوری اسلامی ایران
وی در سال ۱۳۸۵ با توجه به استعفای مربی خود غلامرضا دباغیان از سرمربیگری تیم ملی کاراته ایران به همراه قهرمانانی همچون مجید عبدالحسینی و علیرضا کتیرایی برای همیشه از دنیای قهرمانی و تیم ملی کاراته ایران به عنوان بازیکن خداحافظی کرد. او دارنده اولین مدال طلای جهان در رشته کاراته می‌باشد که در تاریخ کاراته ایران کسب شده‌است.